# Chiorda
Chiorda is een historisch merk van motorfietsen.
Ze werden gebouwd bij Chiorda de Fratelli Trapletti in Bergamo.
Chiorda was een Italiaans merk dat in 1954 begon met de productie van een 100cc-tweecilinder viertaktmotoren en later 48- en 70cc-modellen met Franco Morini-tweetaktmotoren, waaronder de Chiorda Arlecchino bromfiets, maakte.